# Oviducte

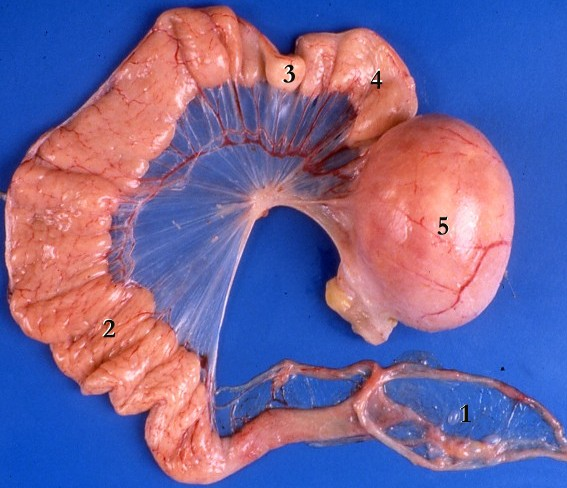
Oviducte de poule
1 Infundibulum, 2 Magnum, 3 Isthme, 4 Glande à coquille, 5 L'utérus contenant un œuf

Un oviducte est, en anatomie, un conduit qui achemine les ovocytes issus de l'ovaire vers l'utérus. 
 Ce nom vient du latin, ovum, œuf et ductus, conduit. Il jouerait aussi un rôle important dans la sélection des spermatozoïdes durant la « course à l'ovule ».

## Chez les Mammifères
Chez les mammifères (chez lesquels on parle volontiers de trompes utérines ou trompes de Fallope), c'est la  première interface entre l’organisme maternel et l’embryon ; il conduit l'œuf fécondé (embryon),mais joue aussi un rôle de transport actif des gamètes, un rôle dans la  maturation gamétique et le développement embryonnaire précoce, grâce notamment au fluide qui y est présent (fluide tubaire, considéré comme un « micro-environnement complexe », en lien avec le système hormonal (stéroïdien notamment) qui en régule les  fonctions, lesquelles sont également activées ou modulées par les gamètes et l’embryon.

## Chez les Poissons cartilagineux
Les requins et les raies femelles possèdent des oviductes, alors que les mâles sont munis de ptérygopodes. Le mâle se sert d'un de ses ptérygopodes pour acheminer le sperme de son cloaque vers celui de la femelle. d'où il s'acheminera jusqu'aux oviductes, où la fécondation a généralement lieu.

## Chez les Oiseaux
Les oiseaux ont un oviducte qui débouche dans le cloaque.
Les structures des oviductes des grands oiseaux peuvent être étudiées par échographie en temps réel, via une  sonde de balayage échographique introduite dans le cloaque de l’oiseau (sans nécessité d'anesthésie), selon une expérience ayant porté sur 33 rapaces appartenant à sept espèces différentes. 
L'échographie présente l'avantage d'être très peu traumatique pour l'oiseau, et précise  (pour un professionnel expérimenté). Elle présente un intérêt vétérinaire, mais permet aussi le diagnostic du sexe chez les rapaces monomorphes, c'est-à-dire sans dimorphisme sexuel. Ce type d'opération est plus difficile avec de petits oiseaux.

## Chez les Amphibiens
Chez les Amphibiens, on observe deux oviductes, en général longs et contournés et s’étendant de la région sous-brachiale (antérieure) au cloaque (région postérieure) .  La partie antérieure (trompe) s’ouvre dans la cavité cœlomique  par où pénètreront les ovocytes lors de l’ovulation ; la partie moyenne est dotée de structures sécrétrices qui produisent les gangues muqueuses qui vont envelopper les ovocytes ; la partie postérieure peut jouer le rôle d’« utérus » chez les espèces ovovivipares et débouche dans le cloaque.

### Un exemple
L’oviducte du Pleurodèle (P. waltl), Urodèle ovipare de la famille des Salamandridés, offre un exemple de la grande complexité que peut présenter cet organe, comme son homologue chez les Oiseaux.

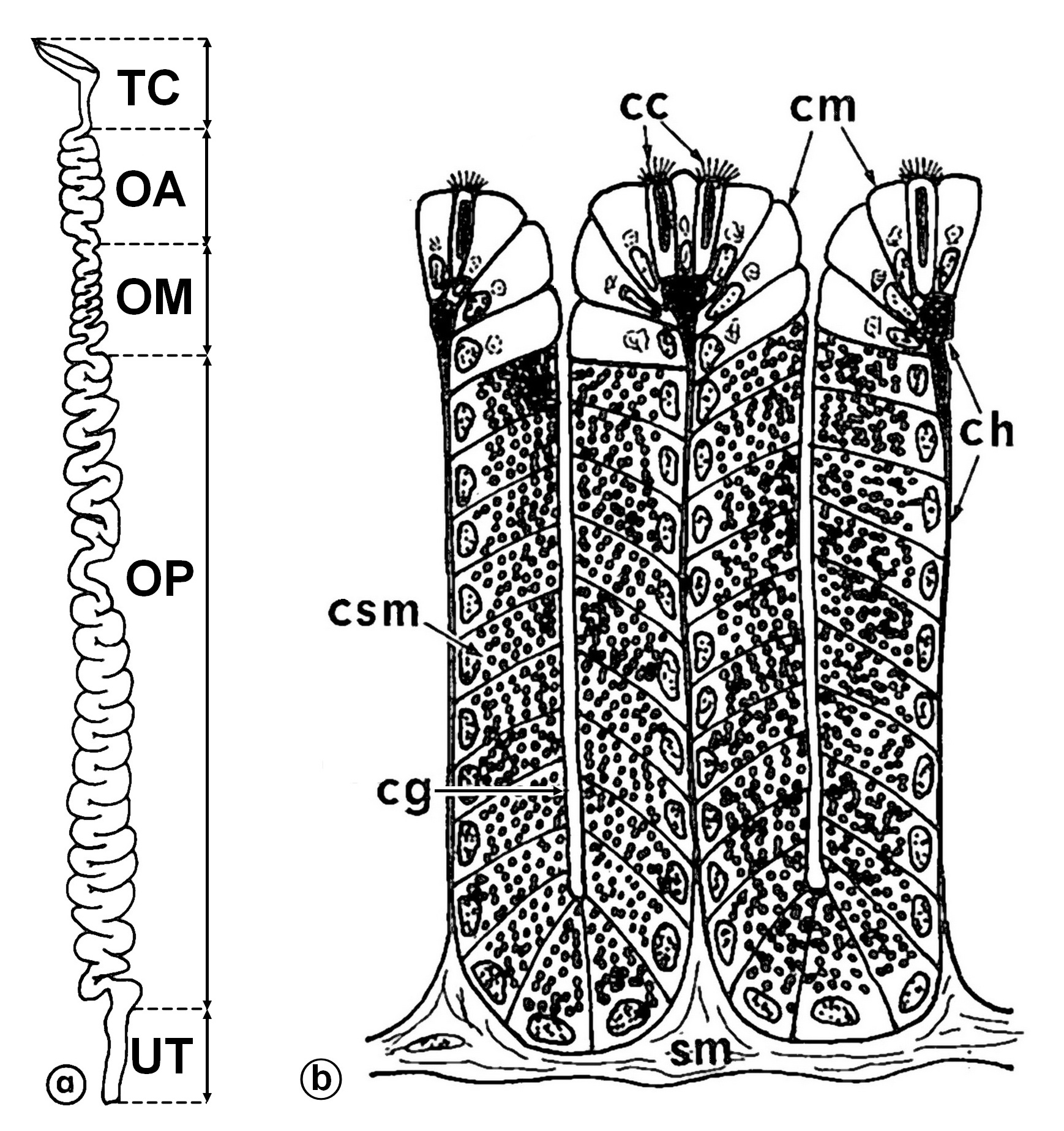
Anatomie (a) et histologie (b) de l'oviducte de P. waltl. cc: cellules ciliées; cm: cell. à mucus; csm: cell. séromuqueuses; cg: canal glandulaire; ch: chorion conjonctif; sm: sous-muqueuse.

- la trompe (infundibulum, TC) est revêtue d’un épithélium unistratifié composé de cellules ciliées (cc) et de cellules à mucus (cm).
- les régions suivantes : oviducte antérieur, OA (2 segments distincts), oviducte moyen, OM (homogène) et oviducte postérieur, OP (3 segments) ont une structure histologique plus complexe ; on observe de nombreuses et profondes glandes tubulaires qui constituent une épaisse paroi et sont reliées , au niveau de la lumière de l’oviducte par un épithélium plus mince (cellules ciliées et cellules sécrétrices).
- la partie terminale (« utérus », UT), est dépourvue de glandes ; son épithélium unistratifié repose sur un chorion conjonctif riche en fibres musculaires lisses[5],[6].

La diversité des régions glandulaires se manifeste clairement dans les caractéristiques ultra-structurales des cellules sécrétrices, leurs propriétés cytochimiques et leur composition biochimique.  Sommairement, les sécrétions correspondent à des glycoprotéines, couvrant une large gamme de produits, allant de glycoprotéines neutres très riches en protéines (cellules séro- muqueuses, csm) à des mucopolysaccharides acides, riches en sulfate.
Cette diversité des produits se retrouve au niveau des différentes couches des gangues ovulaires recouvrant successivement les ovocytes tout au long de leur transit dans l’oviducte. Au cours de ce transit, la paroi de l’oviducte, distendue, voit un évasement des glandes qui facilite sans doute l’expulsion des produits.
Les oviductes proviennent de la différenciation des canaux de Müller chez la femelle. L’addition d’œstradiol  dans l’eau d’élevage d’animaux immatures provoque en 6 semaines la différenciation complète des structures glandulaires et des différents types de cellules sécrétrices, processus qui demande plusieurs mois dans des conditions naturelles.

### Note
Chez la Salamandre tachetée, salamandridé ovovivipare, la paroi de la partie terminale de l’oviducte (utérus) montre des spécificités qu’on peut supposer en relation avec la gestation : amincissement de l’épithélium, proximité des capillaires sanguins, perméabilité à divers composés (acides aminés, sulfates).